# .dm
.dm è il dominio di primo livello nazionale assegnato alla Dominica.
È amministrato dalla DotDM Corporation. Ad aprile 2023 risultano registrati 1 000 domini.